# Fideuà

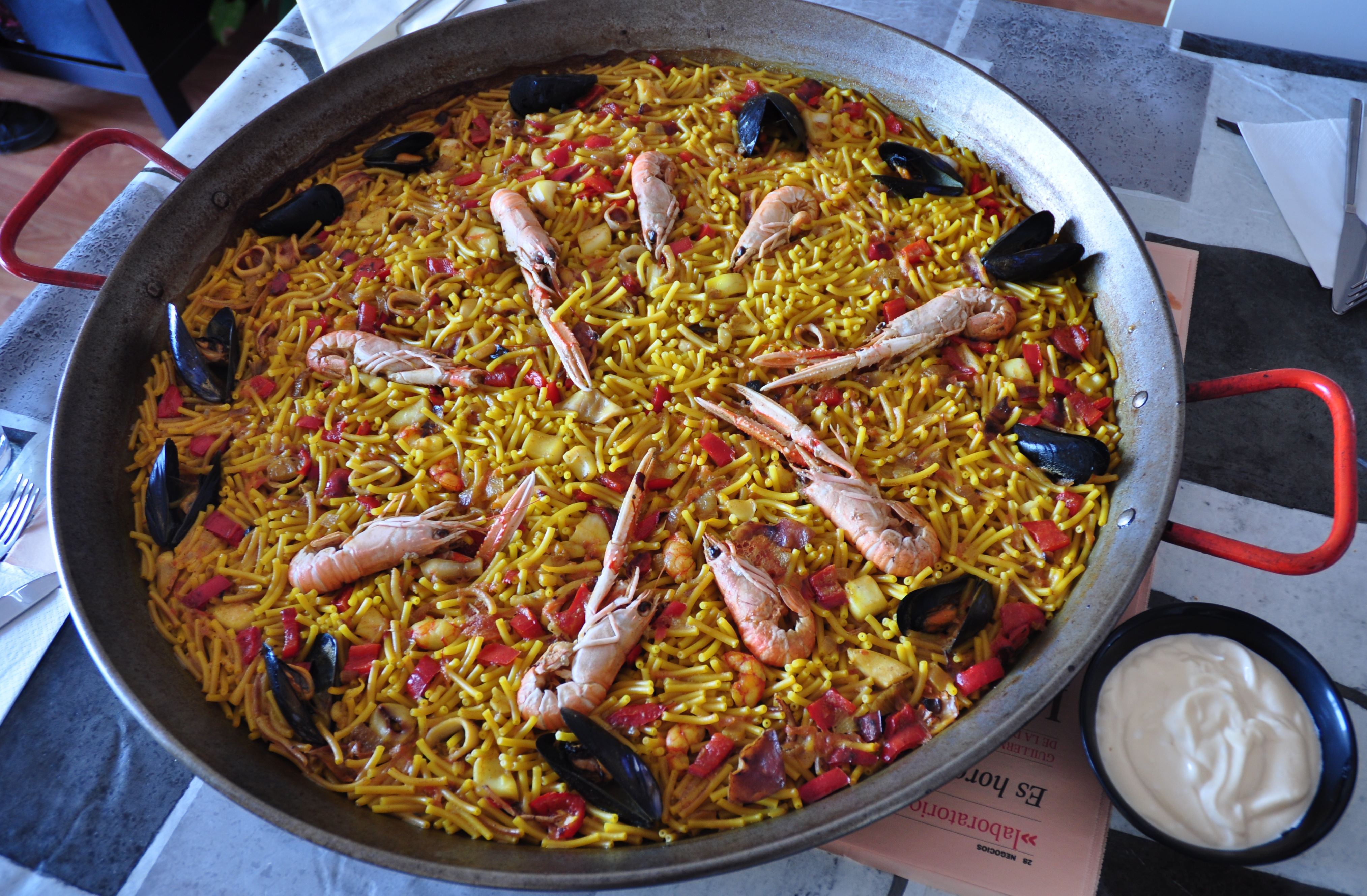
Fideuà (Castellón)

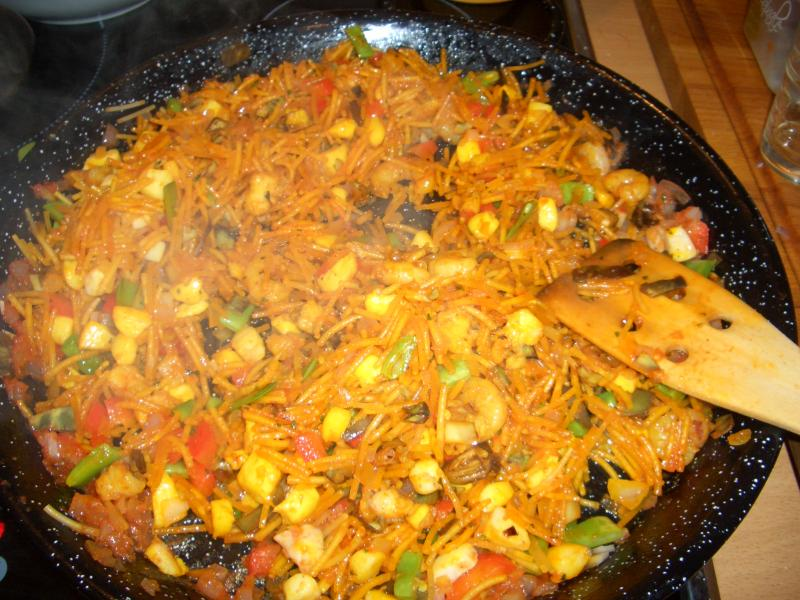
Fideuà, Zubereitung

Die Fideuà [fiðe'wa], von Valencianisch fideu für Fadennudel, ist ein Nudelgericht der valencianischen Küche. Sie ist eine Variante der Paella de Mariscos (Meeresfrüchte-Paella), nach anderer Sicht eine Variante von Arròs a banda, bei denen jeweils Reis und Fisch bzw. Meeresfrüchte die Hauptbestandteile sind. Für die Fideuà werden anstelle von Reis kleine, hohle Hartweizen-Nudeln verwendet und meist Aioli dazu serviert.

## Entstehung und Verbreitung
Der Ursprung dieses Gerichts wird dem Küstenort Gandia zugesprochen, und eine weit verbreitete Legende besagt, dass diese Paella-Variante erfunden wurde, weil ein paar Freunde (manchmal werden auch Fischer genannt) den Reis für die Zubereitung vergessen hatten und ersatzweise nur Nudeln zur Hand waren. Eine andere Version besagt, dass das Gericht auf dem Fischerboot Santa Isabel von dem Schiffskoch Gabriel Rodríguez Pastor erstmals zubereitet wurde, als der Reisvorrat für die bordübliche Essenszubereitung zur Neige ging. Ein alljährlich seit 1975 als Touristenattraktion durchgeführter Fideua-Wettbewerb in den Restaurants von Gandia und späterer weiterer Teilnehmer bewirkte die Verbreitung dieser Zubereitung.